# DMW
DMW is een historisch Brits motorfietsmerk.
De bedrijfsnaam was DMW motorcycles (Wolverhampton) Ltd., Valley Road Works, Sedgley, Dudley, Worcester. Er werden motorfietsen geproduceerd van 1945 tot 1978.
De letters DMW stonden voor Dawson Motor Works, naar de vroegere grasbaancoureur Leslie “Smokey” Dawson, die het bedrijf begon om frames te maken. Vanaf 1945 bouwde hij samen met Harold Nock, de eigenaar van Metal Profiles Ltd, ook complete motorfietsen, aanvankelijk 348- en 498cc-grasbaanmotoren met JAP-kopklepmotoren. Nock zag in dat het publiek niet geïnteresseerd was in wedstrijdmachines en probeerde Les Dawson over te halen normale wegmotoren te gaan maken. Dawson zag dit niet zitten en verkocht het bedrijf aan Nock, waarna hij naar Canada emigreerde.
In 1947 ging Nock samenwerken met het merk Calthorpe dat op deze wijze waarschijnlijk probeerde een herstart te maken, en hij huurde voormalig BSA-constructeur Mick Riley in. Calthorpe redde het niet, maar DMW bouwde de samen ontwikkelde straatmotorfietsen wel verder.
De eerste machines hadden een 125cc-Villiers-blok. Hierna werden er motorfietsen met Villiers-motoren van 98- tot 247cc-en scooters gebouwd. Vanaf 1954 werden de scooters ook wel voorzien van Franse AMC-motoren.
In 1962 nam DMW het merk Ambassador over, maar de productie van die machines werd al in 1964 gestaakt. In 1969 werden er machines met 248cc-Velocette-tweecilinder boxermotoren gemaakt. In 1971 ging Nock met pensioen, nadat hij de mallen van Villiers had gekocht, zodat de productie door kon gaan. Dit duurde echter niet lang en DMW werd het adres voor klanten die originele Villiers-onderdelen zochten.